# پنجه آهنی (فیلم)
پنجه آهنی (انگلیسی: The Iron Claw) فیلم درام ورزشی زندگی‌نامه‌ای محصول ۲۰۲۳ به نویسندگی و کارگردانی شان دورکین است که دربارهٔ وان اریک، خانواده‌ای از کشتی‌گیران حرفه‌ای ساخته شد. این فیلم مبارزات مصیبت‌بار پسران فریتز وان اریک (مالک کمپانی کشتی) را برای دستیابی به موفقیتی که پدرشان برای آن آماده شده بود، از سال ۱۹۷۹ تا اوایل دههٔ ۱۹۹۰ به تصویر می‌کشد. گروه بازیگران فیلم شامل زک افران، جرمی آلن وایت، هریس دیکینسون، مورا تیرنی، هولت مک‌کالانی و لیلی جیمز می‌شوند.
پنجه آهنی در ۸ نوامبر ۲۰۲۳ در تئاتر تگزاس در دالاس به نمایش درآمد. این فیلم در ایالات متحده به‌وسیلهٔ ای۲۴ در ۲۲ دسامبر ۲۰۲۳ و در بریتانیا به‌وسیلهٔ لاینزگیت در ۹ فوریه ۲۰۲۴ منتشر شد. فروش جهانی این فیلم بیش از ۳۹ میلیون دلار و نقدهای وارد شده به آن مثبت بود. پنجه آهنی از سوی هیئت ملی بازبینی به عنوان یکی از ۱۰ فیلم برتر سال ۲۰۲۳ برگزیده شد.

## بازیگران
- زک افرون در نقش کوین فون اریش، پسر دوم فریتز فون اریش
- جرمی آلن وایت در نقش کری فون اریش، پسر چهارم فریتز
- هریس دیکینسون در نقش دیوید فون اریش، پسر سوم فریتز
- مورا تیرنی در نقش دوریس فون اریش، همسر فریتز و مادر پسرانش
- استنلی سیمونز در نقش مایک فون اریش، کوچک‌ترین پسر فریتز
- مایکل جی. هارنی در نقش بیل مرسر، گزارشگر کشتی حرفه‌ای
- هولت مک‌کالانی در نقش جک «فریتز» فون اریش، کوین، دیوید، کری و پدر مایک که مالک WCCW و یک کشتی‌گیر بازنشسته است.
- لیلی جیمز در نقش پم ادکیسون، دوست دختر و همسر کوین
- مکسول فریدمن در نقش لنس فون اریش، یک کشتی‌گیر که روی صفحه به عنوان برادر فریتز والدو به تصویر کشیده شد، اگرچه او در واقع بخشی از خانواده فون اریش است
- بردی پیرس در نش مایکل هیز
- آرون دین آیزنبرگ در نقش ریک فلر
- کوین آنتون در نقش هارلی ریس
- کازی لوئیس سرگینو در نقش بروزر برودی
- چاوو گوئررو جونیور در نقش شیخ
- رایان نمت در نقش جینو هرناندز
- اسکات اینس در نقش گوینده حلقه

## بازخورد

### گیشه
در ایالات متحده و کانادا، پنجه آهنی در کنار مهاجرت، آکوامن و پادشاهی گم‌شده، و هر کسی جز تو اکران شد و پیش‌بینی می‌شد در آخر هفته افتتاحیه چهار روزه‌اش، حدود ۶ میلیون دلار از ۲٫۷۷۴ سینما فروش داشته باشد. این فیلم در روز نخست اکران ۲٫۵ میلیون دلار به دست آورد که شامل ۶۴۰٫۰۰۰ دلار از پیش‌نمایش پنجشنبه شب می‌شود. این فیلم با فروش ۴٫۹ میلیون دلاری آغاز به کار کرد و در گیشه ششم شد. در آخر هفته دوم، این فیلم ۴٫۶ میلیون دلار فروش کرد و در گیشه هفتم شد. در آخر هفته بعدی، ۴٫۵ میلیون دلار به دست آورد که فقط ۳ درصد کاهش داشت و هشتم شد.

### واکنش منتقدان
در وبگاه جمع‌آوری نقد راتن تومیتوز، ٪۸۹ از ۲۳۶ بررسی منتقدان مثبت است و میانگینِ امتیاز آن ۷٫۷/۱۰ است. اجماع این وبگاه چنین می‌نویسد: «پنجه آهنی با بازی قدرتمند و عمیقاً غم‌انگیز، داستان مبتنی بر واقعیت خود را با نمایشی که کاوش دلسوزانه پیوندهای خانوادگی آن درست مثلِ کنش در رینگ کشتی پرتکاپو است، ارج نهاده‌است.» این فیلم در متاکریتیک که از میانگین وزنی استفاده می‌کند، بر اساس نظر ۵۵ منتقدین امتیاز ۷۳ از ۱۰۰ را کسب کرده که نشان‌گر «نقدهای عموماً مطلوب» است. تماشاگران شرکت‌کننده در نظرسنجی سینماسکور به این فیلم میانگین نمره «A–» در مقیاس A+ تا F دادند که بهترین نمرهٔ دریافت‌شده برای فیلمی از شرکت ای۲۴ است. پست‌ترک گزارش داد که ۹۱٪ درصد از تماشاگران فیلم به آن نمره مثبت داده‌اند و ۷۲٪ درصد گفته‌اند که قطعاً آن را توصیه می‌کنند.